# ShowTime (チリヌルヲワカのアルバム)
『ShowTime』（ショウタイム）は、チリヌルヲワカの2枚目のフルアルバム。

## 概要
スタジオ・アルバムとしては前作『アヲアヲ』からおよそ1年ぶり、通算7枚目となる作品。
ギタリストの坂本夏樹が脱退し、3人編成の新体制となって初めてリリースした作品。全10曲を収録。

## 収録曲
| 全作詞・作曲: 中島優美、全編曲: チリヌルヲワカ。 |                    |          |            |
| #                                                | タイトル           | 作詞     | 作曲・編曲 |
| 1.                                               | 「ショウタイム」   | 中島優美 | 中島優美   |
| 2.                                               | 「秘密の部屋」     | 中島優美 | 中島優美   |
| 3.                                               | 「咲かぬなら」     | 中島優美 | 中島優美   |
| 4.                                               | 「夏の亡霊」       | 中島優美 | 中島優美   |
| 5.                                               | 「ヤミとクモ」     | 中島優美 | 中島優美   |
| 6.                                               | 「=0」             | 中島優美 | 中島優美   |
| 7.                                               | 「未知への洞窟」   | 中島優美 | 中島優美   |
| 8.                                               | 「みずいろの恋」   | 中島優美 | 中島優美   |
| 9.                                               | 「ブラックホール」 | 中島優美 | 中島優美   |
| 10.                                              | 「鬼ヶ島」         | 中島優美 | 中島優美   |